# Febra (roman)
Febra (titlu original Territoire de fièvre) este un roman fantastique al scriitorului francez Serge Brussolo. A apărut prima dată la 15 septembrie 1983 la editura Fleuve Noir în colecția Fleuve Noir Anticipation (volumul 1251).

## Cadrul acțiunii
Romanul Febra continuă ideea prezentată în romanul precedent, Sommeil de sang, în care economia planetei Almoha se bazează pe exploatarea unor animale-munți. La începutul Febrei se relatează că aceste animale au dispărut, iar planeta care le adăpostea a fost distrusă. Mitul lor a rămas în memoria omenirii, savanții de la Universitatea Santa-Catala descoperind un animal-planetă, un întreg ecosistem capabil să genereze gravitație și atmosferă. O echipă condusă de profesorul Mikofsky este însărcinată să studieze animalul-planetă, fără a interfera cu el și a risca distrugerea, așa cum a fost cazul animalelor-munți.

## Intriga
O tânără zooloagă, Liza, este angajată de Junia, comandanta unei nave spațiale, pentru a merge pe un animal-planetă explorat de o serie de cercetători ai Universității din Santa-Catala conduși de profesorul eminent Mikofsky. Deoarece câmpul magnetic generat de animal nu permite comunicațiile cu exteriorul, este nevoie de un mesager care să preia datele culese de cercetători și să le aducă înapoi.
La destinație, Liza constată că locul nu este așa cum și l-a imaginat. În locul unor savanți preocupați să dezlege misterele creaturii, ea întâlnește triburi de sălbatici violenți. Este salvată din mâinile lor de un asistent al lui Mikofsky, Goot, care îi povestește despre împărțirea savanților în echipe menite să cerceteze diferite sectoare ale animalului-planetă, dar care au suferit mutații induse de consumul cărnii creaturii.
Ajunși în tabăra lui Mikofsky, cei doi află că aceasta a fost părăsită de ocupanții ei, care s-au alăturat diferitelor facțiuni existente la ora aceea pe animalul-planetă. Mikofsky, singurul rămas, este îngrijorat de fractura spontană suferită de un braț al creaturii. Acolo, cei trei dau peste o facțiune pe care mutațiile au afectat-o în sensul unei decalcifieri accelerate, similare celei a brațului creaturii, ceea ce indică o moarte lentă a acesteia.
În continuarea periplului lor sunt atacați de savanți-leucocite, din mâinile cărora o salvează pe Saba, o acolită a lui Isi Jasmin, principala concurentă a lui Mikofsky în privința reputației științifice. Profesorul decide să meargă să-i ceară ajutorul pentru a rezolva problema deteriorării continue a stării animalului-planetă. În drumul lor sunt capturați de partizanii expansiunii animalului, care stimulează reproducerea accelerată a celulelor din anumite zone ale acestuia pentru a obține noi teritorii și vor chiar să desprindă de corp o anumită parte, pentru a crea un astru-animal doar al lor. Partizanii sunt distruși de reacția organismului în fața agresiunii la care este supus, singurii supraviețuitori fiind Mikofsky, Liza și Goot, care-și continuă drumul până la zona controlată de Isi Jasmin.
Cercetătoarea de culoare a descoperit că animalul se sinucide pentru a scăpa de infestările paraziților - oamenii care îl populează și îi distrug trupul - iar mutațiile induse de carnea sa nu pot fi contracarate. Pentru a evita să devină un mutant ca ceilalți savanți sau să moară odată cu moartea animalului (moarte care ar duce la dispariția atmosferei), Isi Jasmin a decis să se sinucidă, gest urmat de cei din subordinea sa.
Liza, Mikofsky și Goot pornesc într-o cursă contra cronometru spre locul din care ar trebui să-i recupereze Junia, în timp ce animalul moare. În ultima clipă, primii doi sunt salvați de nava spațială, dar reputația lor este compromisă de eșuarea proiectului.

## Lista personajelor
- Liza Angsthron - tânără zooloagă, fostă studentă a profesorului Mokofsky
- Goot - asistent și mesager anatomic al profesorului Mikofsky
- Mathias Gregory Mikofsky - marele specialist în epidemie migratoare a Universității din Santa-Catala
- Saba Ermal - biolog, membră a echipei condusă de Isi Jasmin
- Patrick Peter Cornwell - responsabil cu sectorul patru de pe animalul-planetă; mutațiile au produs în el și echipa lui o decalcifiere accelerată
- Sven Harüsson - suedez, conducătorul celei de-a patra grupe de explorare a animalul-planetă; mutațiile i-au făcut pe el și echipa lui să se considere luptătoti-globulari, leucocite însărcinate cu eliminarea intrușilor de pe corpul animalului
- Huges Berthalem - biolog, partizan al expansiunii animalului-planetă
- Junia - comandantul navei însărcinate să o ducă pe Liza pe animalul-planetă
- Isi Jasmin - savant de culoare a cărei competență o depășește pe cea a lui Mikofsky; conștientă de efectele mutagene ale cărnii animalului-planetă caută să pună capăt distrugerii acestuia și a oamenilor care-l populează

## Opinii critice
Fabrice Ribeiro de Campos consideră că romanul "exprimă fascinația autorului pentru psihologie", remarcând că Brussolo continuă explorarea temei mutațiilor, tratată și în romanul precedent, Les semeurs d’abîmes. Critiques Libres remarcă precizia științifică cu care autorul "trasează o hartă anatomică în același timp delirantă și dezgustătoare", subliniind faptul că "Brussolo, fidel sieși, merge tot mai departe cu logica sa către un final apoteotic". Pe de altă parte, Jean-Pierre Andrevon este de părere că "acest ultim Brussolo este o decepție", dar atenționează că "un Brussolo decepționant încă face toți banii".

## Traduceri în limba română
- anii '90 - Febra, revista "Iris SF", traducere Sorin Ștefănescu
- 1993 - Febra, ed. Savas Press, Colecția "Science Fiction" nr. 6, traducere Sorin Ștefănescu, 168 pag., 973-9085-07-5